# Madeleine Stowe
Madeleine Marie Stowe Mora (ur. 18 sierpnia 1958 w Los Angeles) – amerykańska aktorka, która grała w filmach: Zasadzka (1987), Odwet (1990), Ostatni Mohikanin (1992) i Córka generała (1999).

## Życiorys

### Wczesne lata
Urodziła się i dorastała w Eagle Rock, dzielnicy Los Angeles, jako najstarsza z trzech córek Mireyi (z domu Mora Steinvorth) i Roberta Alfreda Stowe’a, inżyniera lądowego z Oregon. Jej matka pochodziła z Kostaryki, a ojciec był pochodzenia holenderskiego, niemieckiego i angielskiego. Cieniem na jej dzieciństwie położyła się choroba ojca, który cierpiał na stwardnienie rozsiane. Miała siostrę Diane i brata Roberta. Uczęszczała do Glendale High School w Glendale.
Stowe początkowo chciała zostać pianistką, ucząc się w wieku od dziesięciu do osiemnastu lat gry na pianinie. Jej urodzony w Rosji nauczyciel muzyki, Siergiej Tarnowski, bardzo wierzył w jej umiejętności. Po jego śmierci (zmarł w 1976 w wieku 92 lat) zrezygnowała z kariery muzycznej.
Studiowała dziennikarstwo na University of Southern California. Udzielała się w „Solaris”, jednym z teatrów w Beverly Hills. Tam została dostrzeżona przez pewnego agenta filmowego Richarda Dreyfussa, co zaowocowało filmowymi propozycjami.

### Kariera
Zadebiutowała jako Maria z Nazaretu w biblijnym filmie telewizyjnym ABC Narodzenie (The Nativity, 1978) u boku Johna Shei w roli Józefa. Występowała także gościnie w serialach takich jak Baretta (1978) z Robertem Blake’em, Człowiek pająk (The Amazing Spider-Man, 1978) z Nicholasem Hammondem i Barnaby Jones (1979). Po raz pierwszy trafiła na kinowy ekran w dramacie sensacyjnym Richarda Sarafiana Gangster Wars (1981) z Michaelem Nouri. W telewizyjnym dreszczowcu ABC Amazonki (Amazons, 1984) z Jackiem Scalią w reżyserii Paula Michaela Glasera jako lekarka Sharon Fields zostaje wrobiona w błąd w związku ze śmiercią pacjenta, wpływowego kongresmena (William Schallert). W telewizyjnym dramacie kryminalnym CBS Krew i orchidee (Blood & Orchids, 1986) z Krisem Kristoffersonem i Sean Young wystąpiła jako Hester Ashley Murdoch, a następnie zagrała postać Marii McGuire w komedii kryminalnej Johna Badhama Zasadzka (Stakeout, 1987) z Richardem Dreyfussem.
W dreszczowcu Tony’ego Scotta Odwet (Revenge, 1990) wcieliła się w postać Miryei Mendez, żony zaborczego Tibeya (Anthony Quinn) i kochanka Michaela (Kevin Costner). W melodramacie historyczno-przygodowym Michaela Manna Ostatni Mohikanin (The Last of the Mohicans, 1992) zagrała rolę Kory Munro, córki angielskiego pułkownika, w której zakochuje się Sokole Oko (Daniel Day-Lewis). Za występ jako Sherri Shepard w dramacie Roberta Altmana Na skróty (Short Cuts, 1993) wraz z całą obsadą otrzymała specjalny Złoty Glob i Puchar Volpiego na Międzynarodowym Festiwalu Filmowym w Wenecji. W dreszczowcu Michaela Apteda Blink (1994) zagrała główną rolę niewidomej skrzypaczki. Była obsadzona w dreszczowcu Porcelanowy księżyc (China Moon, 1994) z Edem Harrisem oraz westernie Jonathana Kaplana Wystrzałowe dziewczyny (Bad Girls, 1994) z Mary Stuart Masterson, Drew Barrymore i Andie MacDowell. Kreacja dr psychiatrii Kathryn Railly w filmie fantastycznonaukowym Terry’ego Gilliama 12 małp (Twelve Monkeys, 1995) przyniosła jej nominację do Nagrody Saturna w kategorii najlepsza aktorka drugoplanowa. Jako Sarah Sunhill, specjalizująca się w sprawach gwałtów w wojsku w dramacie sensacyjnym Córka generała (The General’s Daughter, 1999) u boku Johna Travolty była nominowana do ALMA Award.
W serialu NBC Raines (2007) występowała jako dr Samantha Kohl. Za rolę antagonistki Victorii Grayson w serialu ABC Zemsta (Revenge, 2011–2015) dostała nominację do Złotego Globu (2012), ALMA Award (2012) i nagrody magazynu „TV Guide” (2012-2013).
W 1994 i 2012 znalazła się na liście 50. najpiękniejszych ludzi świata magazynu „People”.

### Życie prywatne
8 sierpnia 1986 wyszła za mąż za Briana Benbena, z którym ma córkę May Theodorę (ur. 28 czerwca 1996).

## Filmografia
- Pogromca zwierząt (The Deerslayer, 1978) jako Hetty Hutter
- Narodzenie (The Nativity, 1978) jako Mary
- Miłość Sary (Beulah Land, 1980) jako Selma Kendrick Davis
- The Gangster Chronicles (1981) jako Ruth Lasker
- Amazons (1984) jako dr Sharon Fields
- Krew i orchidee (Blood & Orchids, 1986) jako Hester Ashley Murdoch
- Zasadzka (Stakeout, 1987) jako Maria McGuire
- Tropikalny śnieg (Tropical Snow, 1989) jako Marina
- Gra o wysoką stawkę (Worth Winning, 1989) jako Veronica
- Dwóch Jake’ów (The Two Jakes, 1990) jako Lillian Bodine
- Odwet (Revenge, 1990) jako Mireya Mendez
- Closet Land (1991) jako Victim
- Ostatni Mohikanin (The Last of the Mohicans, 1992) jako Cora Munro
- Obsesja namiętności (Unlawful Entry, 1992) jako Karen Carr
- Na skróty (Short Cuts, 1993) jako Sherri Shepard
- Nowa zasadzka (Another Stakeout, 1993) jako Maria
- Szczęście, wiara i ketchup (Luck, Trust and Ketchup, 1993) jako ona sama
- Porcelanowy księżyc (China Moon, 1994) jako Rachel Munro
- Blink (1994) jako Emma Brody
- Wystrzałowe dziewczyny (Bad Girls, 1994) jako Cody Zamora
- 12 małp (Twelve Monkeys, 1995) jako dr Kathryn Railly
- Gra w serca (Playing by Heart, 1998) jako Gracie
- Córka generała (General's Daughter, 1999) jako oficer Sarah Sunderland
- Grzeszna propozycja (The Proposition, 1999) jako Eleanor Barret
- The Directors (1999) jako ona sama
- Impostor: Test na człowieczeństwo (Impostor, 2002) jako Maya Olham
- Wspaniałość Ambersonów (The Magnificent Ambersons, 2002) jako Isabel Amberson Minafer
- Słodka zemsta (Avenging Angelo, 2002)
- Byliśmy żołnierzami (We Were Soldiers, 2002) jako Julia Compton Moore
- A&E Biography: Kevin Costner (2003) jako ona sama
- Krwawa jazda (Octane, 2003) jako Senega
- Na ratunek Milly (Saving Milly, 2005) jako Milly